# Quintus Planius Sardus
Quintus Planius Sardus war ein im 2. Jahrhundert n. Chr. lebender Angehöriger des römischen Ritterstandes (Eques).
Durch ein Militärdiplom ist belegt, dass er 126 Kommandeur der Ala I Ulpia Contariorum war, die zu diesem Zeitpunkt in der Provinz Pannonia superior stationiert war; das Kommando über diese Einheit dürfte seine militia quarta gewesen sein. Vermutlich war er der Sohn von Quintus Planius Sardus Truttedius Pius.